# Хуліо Салінас
Хуліо Салінас (ісп. Julio Salinas, нар. 11 вересня 1962, Більбао) — іспанський футболіст, що грав на позиції флангового півзахисника, нападника.
Виступав, зокрема, за клуб «Барселона», а також національну збірну Іспанії.
Шестиразовий чемпіон Іспанії. Триразовий володар Кубка Іспанії з футболу. Триразовий володар Суперкубка Іспанії з футболу. Володар Кубка Кубків УЄФА. Переможець Ліги чемпіонів УЄФА. Володар Суперкубка УЄФА.

## Клубна кар'єра
Народився 11 вересня 1962 року в місті Більбао. Вихованець футбольної школи місевого «Атлетика». Дорослу футбольну кар'єру розпочав 1982 року у складі фарм-клубу «Більбао Атлетик», за який грав протягом двох сезонів.
Паралельно того ж 1982 року почав долучатися до ігор головної команди «Атлетика» (Більбао) з яким двічі виборював титул чемпіона Іспанії, ставав володарем Кубка Іспанії з футболу.
З 1986 по 1988 рік грав у складі мадридського «Атлетіко».
Своєю грою за останню команду привернув увагу представників тренерського штабу «Барселони», до складу якої приєднався 1988 року. Відіграв за каталонський клуб наступні шість сезонів своєї ігрової кар'єри. Більшість часу, проведеного у складі «Барселони», був основним гравцем команди. У складі «Барселони» був одним з головних бомбардирів команди, маючи середню результативність на рівні 0,41 голу за гру першості. За цей час додав до переліку своїх трофеїв ще чотири титули чемпіона Іспанії, ставав володарем Суперкубка Іспанії з футболу (двічі), володарем Кубка Кубків УЄФА, переможцем Ліги чемпіонів УЄФА, володарем Суперкубка УЄФА.
Протягом 1994—1998 років захищав кольори клубів «Депортіво» (Ла-Корунья), «Спортінг» (Хіхон) та японського «Йокогама Ф. Марінос».
Завершив професійну ігрову кар'єру у клубі «Алавес», за команду якого виступав протягом 1998—2000 років.

## Виступи за збірні
1986 року дебютував в офіційних матчах у складі національної збірної Іспанії. Протягом кар'єри у національній команді, яка тривала 11 років, провів у формі головної команди країни 59 матчів, забивши 25 голів.
У складі збірної був учасником чемпіонату світу 1986 року у Мексиці, чемпіонату Європи 1988 року у ФРН, чемпіонату світу 1990 року в Італії, чемпіонату світу 1994 року у США, чемпіонату Європи 1996 року в Англії.

## Титули і досягнення
- Чемпіон Іспанії (6):

«Атлетік»:  1982–83, 1983–84
«Барселона»:  1990–91, 1991–92, 1992–93, 1993–94
- Володар Кубка Іспанії з футболу (3):

«Атлетік»:  1983–84
«Барселона»:  1989–90
«Депортіво»:  1994–95
- Володар Суперкубка Іспанії з футболу (3):

«Атлетік»:  1984
«Барселона»:  1991, 1992
- Володар Кубка Кубків УЄФА (1):

«Барселона»:  1988–89
- Переможець Ліги чемпіонів УЄФА (1):

«Барселона»:  1991–92
- Володар Суперкубка Європи (1):

«Барселона»:  1992